# مجموعه‌های فازی
مجموعه‌های فازی (به انگلیسی: fuzzy sets) از تعمیم نظریهٔ کلاسیک مجموعه‌ها حاصل می‌آید که در منطق فازی کاربرد دارد. تئوری این مجموعه‌ها توسط لطفی زاده ابداع گردید.

## مجموعه فازی
مجموعه فازی براساس تابع عضویت تعریف می‌شود که تصویر مجموعه فراگیر در بازه [صفر و یک] است.
هر یک از اعضا درجه عضویت دارند. مجموعه فازی از تعمیم و عمومیت دادن تئوری مجموعه‌های کلاسیک ایجاد شد. در تئوری مجموعه‌های کلاسیک، عضویت اعضا در یک مجموعه به صورت جملات باینری بر اساس شرط دودویی تعیین می‌شوند که یک عضو یا به مجموعه تعلق دارد یا ندارد. در حالی که در تئوری فازی درجات نسبی عضویت اعضا در مجموعه مجاز است.

## تابع و درجه عضویت
تابع عضویت تابعی است از تصویر مجموعه کلی به Ù نسبت به بازه بسته [۰٬۱]. مجموعه فازی A با تابع عضویت μA در U تعریف شده‌است.
عددی که تابع به هر عضو ارزش‌دهی می‌نماید درجه عضویت آن عضو در آن مجموعه را مشخص می‌سازد. اگر درجه عضویت یک عنصر از مجموعه برابر با صفر باشد آن عضو کاملاً از مجموعه خارج است واگر درجه عضویت یک عضو برابر با یک باشدآن عضو کاملاً در مجموعه قرار دارد می‌توان نتیجه گرفت مجموعه کلاسیک یک حالت مجموعه فازی یعنی زیرمجموعه مجموعه فازی است. و حال اگر درجه عضویت یک عضو مابین صفر و یک باشد این عدد بیانگر درجه عضویت تدریجی می‌باشد.
از لحاظ مفهومی در ضمن می‌تواند هر مجموعه به صورت تداخلی با درجه‌ای در مجموعه دیگر قرار گیرد؛ مثلاً در متغیر زبانی سن صفت جوانی را مد نظر بگیریم حال با توجه به انتخاب تابع عضویت مانند گاوسیان صفت میانسالی با درجه عضویت کم می‌تواند در مجموعه صفت جوانی قرار گیرد و صفت پیری نیز با درجه عضویت کمتری در مجموعه صفت جوانی ظاهر می‌شود.

## عضو پشتیبان
اعضای ازمجموعه اصلی اند برای آن‌ها درجه عضویت غیر صفر براساس تابع عضویت تعیین می‌گردد در واقع حامی وپشتیبان مجموعه فازی‌اند.
آلفا برشها:
فرض کنیم A یک مجموعه فازی باشد برای این مجموعه برش‌های آلفا را تعریف می‌کنیم. (آلفا برش A برابر است با xهایی که مجموعه عضویت xها بزرگتر از آلفا باشد)

## برش آلفا
مجموعه ای از تمام عناصر مربوط به دامنه ای از مجموعه اصلی با درجهٔ عضویت آلفا یا بزرگتر از آن.

## کانون
اعضای کانون اعضایی از مجموعه اصلی‌اند که برای آن‌ها درجه عضویت، براساس تابع عضویت برابر «یک» ارزش دهی می‌شود.

## بلندی
دامنه فوقانی درجات عضویت را گویند درحالت استاندارد برابر «یک» است.

## مجموعه مساوی یا تراز
مجموعه‌ای که درجات عضویت آن با درجات عضویت مجموعه مورد نظر برابر است.

## زیرمجموعه
مجموعه‌ای که تمامی درجات عضویت آن از درجات عضویت مجموعه موردنظر کمتر است.

## مجموعه تهیفازی
مجموعه تهی فازی یا Φ، مجموعه‌ای است که برای تمامی عناصر آن، ارزش تابع عضویت صفر باشد.

## اعمال اساسی مجموعه‌ها
- اجتماع: اگر B,A دو مجموعه دلخواه باشند. اجتماع B,A برابر است با ماکزیمم تابع عضویت مجموعه B,A و آن را به صورتμA∪B(x) نشان می‌دهیم.

μA∪B(x) = max(μA(x),μB(x))
- اشتراک: اگر B,A دو مجموعه دلخواه باشند آنگاه اشتراک آن‌ها برابر است با مینیمم تابع عضویت مجموعه B,A و آن را به صورت A∩B نشان می‌دهند.

μA∩B(x) = min(μA(x),μB(x))
- متمم: اگر S یک مجموعه باشد و A زیر مجموعه‌ای از آن باشد. آن متمم مجموعهA حاصل کسر تمام اعضای A از یک است و آن را با Ā یا μnot A(x) نشان می‌دهند.

μĀ(x) = ۱-μA(x))

## خواص اعمال مجموعه‌ای
اعمال مجموعه‌ای که عبارتند از اجتماع، اشتراک، تفاضل و متمم دارای خواص زیر اند.
بافرض μAو μB و μC به ترتیب توابع عضویت برای مجموعه‌های فازیAو BوC از مجموعه کل p باشد:
x = μA(p),
y = μB(p)
z = μC(p)
- دارای خاصیت جابجایی‌اند.

خاصیت جابجایی اجتماع :A ∪ B = B ∪ A در مجموعه فازی Max(A,B)=Max(B,A)
خاصیت جابجایی اشتراک A∩B = B∩A در مجموعه فازی Min(A,B)=MIN(B,A)
- شرکت پذیرند. (AUB)UC = AU(BUC)
- توزیع پذیرند. (A∩(BUC) = (A∩B) U (A∩C یا (AU(B∩C) = (AUB) ∩ (AUC

max(x,max(y,z)) = max(max(x,y),z)
min(x,min(y,z)) = min(min(x,y),z)
- متمم متمم هر مجموعه مساوی خود آن مجموعه است:

1 - (1 - x) = x
- اشتراک هر مجموعه با متمم اش برابر تهی نیست و اجتماع آن‌ها باهم برابر مجموعه عناصر (S) نمی‌باشد.
- قوانین دمورگان (´AUB)´ = (A´∩B) یا (´A∩B)´ = (A´UB)

## تفاوت مجموعه کلاسیک و مجموعه فازی
دلیل اصلی تقسیم‌بندی مجموعه کلاسیک و مجموعه فازی با وجود تشابهات خاص، عدم تبعیت بعضی از قوانین است:
- در تئوری مجموعه فازی توابع عضویت بکار می‌رود.
- اشتراک مجموعه با متمم اش خالی نیست. (نفی قانون «طرد شق ثالث» یا «استحالة ارتفاع نقیضین The law of excluded middle)
- اجتماع مجموعه با متمم اش برابربایک مجموعه کل نیست. نفی قانون عدم تضاد contradiction